# François Salvagni

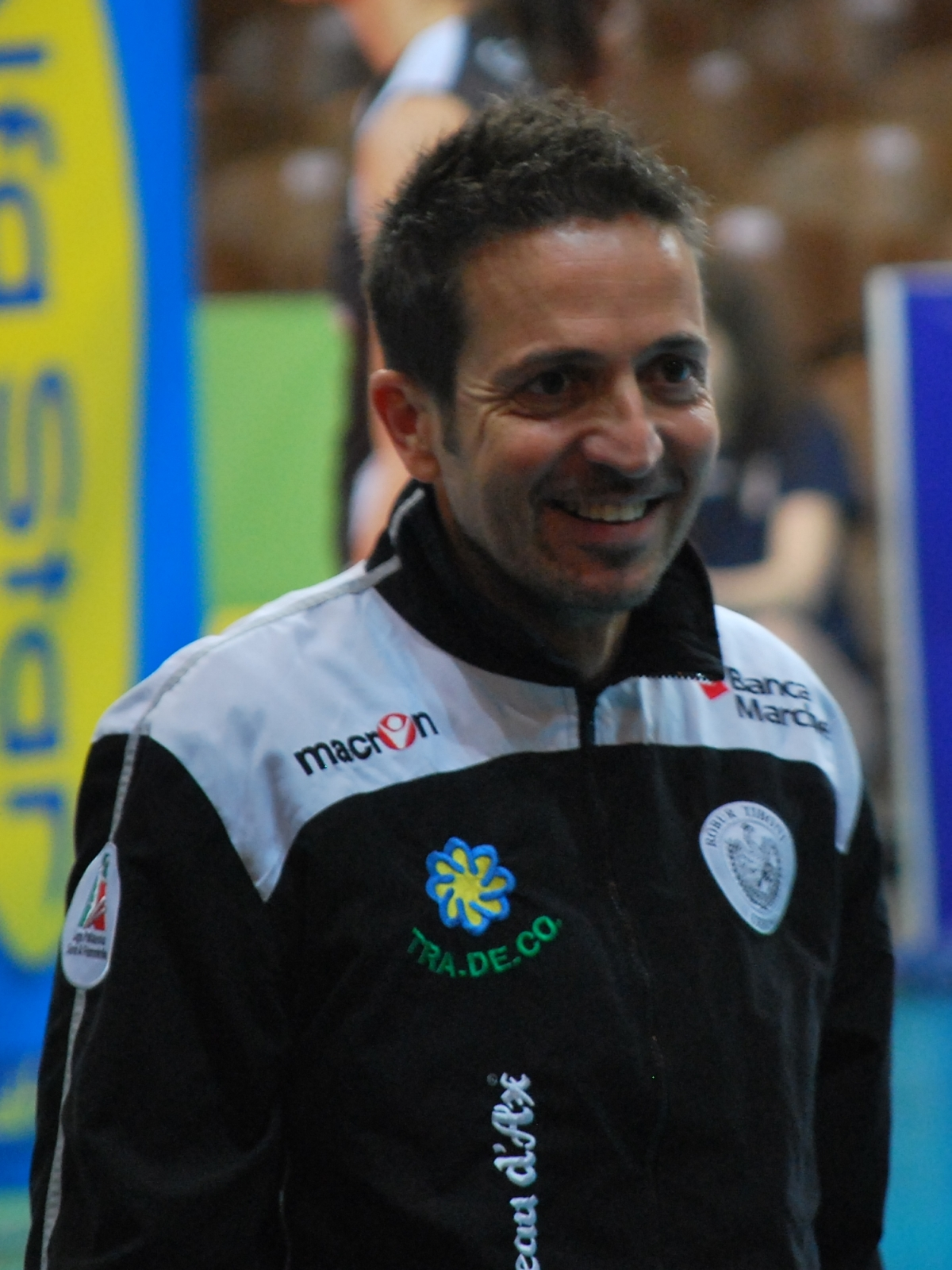
François Salvagni trenerem Chateau D'Ax Volley Urbino

François Salvagni (ur. 11 listopada 1971 w Bolonii) – włoski trener siatkarski.

## Sukcesy trenerskie

### klubowe
Puchar CEV:
- 2011

Puchar Challenge:
- 2016[9]

Liga rumuńska:
- 2016

Liga francuska:
- 2021[10]
- 2022[11], 2023[12]

Puchar Francji:
- 2021[13], 2025[14]

Superpuchar Francji:
- 2021, 2022[15]

### reprezentacyjne
Mistrzostwa Afryki:
- 2015